# All the Best (album Zucchero Fornaciari)
All the Best è un greatest hits di Zucchero Fornaciari, pubblicato il 23 novembre 2007, in occasione dei 25 anni di carriera del cantante dalla pubblicazione del primo album Un po' di Zucchero nel 1983. La promozione dell'album è stata realizzata grazie all'All the Best World Tour, iniziato nella primavera del 2008 e conclusosi nel dicembre dello stesso anno.

## Descrizione
La raccolta, dedicata alla memoria dell'amico Luciano Pavarotti scomparso nel settembre del 2007, contiene un totale di 35 brani di cui 4 cover inedite, che sono: 
- Tutti i colori della mia vita (cover con nuovo testo in italiano di I Won't Let You Down dei Ph.D.)
- Amen (cover con nuovo testo in italiano di How Could This Go Wrong degli Exile)
- Wonderful Life (cover dell'omonimo singolo di Black)
- You Are so Beautiful (cover dell'omonimo singolo di Billy Preston)

È inoltre presente la reinterpretazione Nel così blu (tratta da A Salty Dog), già apparsa come bonus tracks nell'album Fly.
I brani tratti dai precedenti album sono tutti rimasterizzati sino a Shake del 2001.

## Tracce

### Versione italiana
CD 1
1. Nel così blu – 4:30 (testo: Zucchero, Pasquale Panella – musica: Gary Brooker, Keith Reid)
2. Tutti i colori della mia vita – 4:06 (testo: Zucchero, Pasquale Panella – musica: Ph.D.) – cover inedita
3. Wonderful Life – 5:10 (Black) – cover inedita
4. Occhi – 3:40
5. Indaco dagli occhi del cielo (feat. Haylie Ecker) – 4:00
6. Il volo – 4:21
7. Baila – 4:07
8. Bacco perbacco – 3:45
9. Diamante – 5:51
10. Così celeste – 4:53
11. Un kilo – 3:33
12. Amen – 4:03 (testo: Zucchero – musica: L. Lawley, N.B. Chinn, M.D. Chapman, J.P. Pennington) – cover inedita
13. Menta e rosmarino – 5:23
14. Blu – 5:50
15. Con le mani – 4:44
16. Solo una sana e consapevole libidine salva il giovane dallo stress e dall'Azione Cattolica – 2:55
17. Diavolo in me – 4:05
18. You Are so Beautiful – 2:55 (testo: Billy Preston – musica: Bruce Fisher) – cover inedita

Durata totale: 77:51
CD 2
1. Overdose (d'amore) – 5:23
2. Il mare impetuoso al tramonto salì sulla Luna e dietro una tendina di stelle... – 4:00
3. Dune mosse (feat. Miles Davis) – 5:44
4. Senza una donna – 4:27
5. Donne – 3:24
6. Ridammi il sole – 4:06
7. Rispetto – 4:21
8. Pane e sale – 4:00
9. Ahum – 4:44
10. Non ti sopporto più – 4:23
11. Hey man – 4:18
12. It's All Right (La promessa) – 5:18
13. Va, pensiero – 4:10
14. Pippo – 4:34
15. X colpa di chi? – 3:16
16. Miserere (feat. Luciano Pavarotti) – 4:15
17. Madre dolcissima (feat. Stevie Ray Vaughan) – 7:10

Durata totale: 77:33

### Versione internazionale
1. Wonderful life – 5:10 (Black) – cover inedita
2. I Won't Let You Down – 4:06 (Ph.D.) – cover inedita
3. Senza una donna (Without a Woman) (feat. Paul Young) – 4:27
4. Baila – 4:07
5. Everybody's Got to Learn Sometime (feat. Haylie Ecker) – 4:00
6. Nel così blu – 4:30 (testo: Zucchero, Pasquale Panella – musica: Gary Brooker, Keith Reid)
7. Il volo – 4:21
8. Bacco perbacco – 3:45
9. Occhi – 3:40
10. Così celeste – 4:53
11. Blu – 5:50 (testo: Bono)
12. Diavolo in me – 4:05
13. Dune mosse (feat. Miles Davis) – 5:44
14. Diamante – 5:50
15. Va, pensiero – 4:10
16. Amen – 4:03 (testo: Zucchero – musica: L. Lawley, N.B. Chinn, M.D. Chapman, J.P. Pennington) – cover inedita
17. Miserere (feat. Luciano Pavarotti) – 4:15
18. You Are so Beautiful – 2:55 (testo: Billy Preston – musica: Bruce Fisher) – cover inedita

### Versione francese
1. Wonderful Life (Black) – cover inedita
2. I Won't Let You Down (Ph.D.) – cover inedita
3. Senza una donna (Without a Woman) (feat. Paul Young)
4. Baila
5. Everybody's Got to Learn Sometime (feat. Haylie Ecker)
6. Nel così blu (testo: Zucchero, Pasquale Panella – musica: Gary Brooker, Keith Reid)
7. Il volo
8. Bacco perbacco
9. Occhi
10. Così celeste
11. Feels like a woman
12. Blu (testo: Bono)
13. Diavolo in me
14. Dune mosse (feat. Miles Davis)
15. Diamante
16. Amen (testo: Zucchero – musica: L. Lawley, N.B. Chinn, M.D. Chapman, J.P. Pennington) – cover inedita
17. Miserere (feat. Luciano Pavarotti)
18. You Are so Beautiful (testo: Billy Preston – musica: Bruce Fisher) – cover inedita

### Versione olandese
1. Wonderful Life (Black) – cover inedita
2. Tutti i colori della mia vita (testo: Zucchero, Pasquale Panella – musica: Ph.D.) – cover inedita
3. Senza una donna (Without a Woman) (feat. Paul Young)
4. Baila
5. Everybody's Got to Learn Sometime (feat. Haylie Ecker & Vanessa Carlton)
6. Nel così blu (testo: Zucchero, Pasquale Panella – musica: Gary Brooker, Keith Reid)
7. Il volo
8. Bacco perbacco
9. Occhi
10. Così celeste
11. Blu (feat. Ilse DeLange) (testo: Bono)
12. Diavolo in me
13. Dune mosse (feat. Miles Davis)
14. Diamante
15. Va, pensiero
16. Amen (testo: Zucchero – musica: L. Lawley, N.B. Chinn, M.D. Chapman, J.P. Pennington) – cover inedita
17. Miserere (feat. Luciano Pavarotti)
18. You Are so Beautiful (testo: Billy Preston – musica: Bruce Fisher) – cover inedita

### Versione spagnola
1. Wonderful Life (Black) – cover inedita
2. I Won't Let You Down (Ph.D.) – cover inedita
3. Senza una donna (Without a Woman) (feat. Paul Young)
4. Baila morena
5. Everybody's Got to Learn Sometime (feat. Haylie Ecker & Vanessa Carlton)
6. Nel così blu (testo: Zucchero, Pasquale Panella – musica: Gary Brooker, Keith Reid)
7. Il volo
8. Venus y baco
9. Occhi
10. Così celeste
11. Blu (testo: Bono)
12. El diablo en mi
13. Dune mosse (feat. Miles Davis)
14. Diamante
15. Va, pensiero
16. Amen (testo: Zucchero – musica: L. Lawley, N.B. Chinn, M.D. Chapman, J.P. Pennington) – cover inedita
17. Miserere (feat. Luciano Pavarotti)
18. You Are So Beautiful (testo: Billy Preston – musica: Bruce Fisher) – cover inedita

### Versione Deluxe
Nella versione Deluxe è incluso, oltre al CD1 e CD2 della versione italiana, anche un DVD contenente 35 videoclip, alcuni dei quali inediti.

### Versione americana
1. Wonderful Life (Black) – cover inedita
2. I Won't Let You Down (Ph.D.) – cover inedita
3. Senza una donna (Without a Woman) (feat. Paul Young)
4. Baila
5. Everybody's Got to Learn Sometime (feat. Haylie Ecker & Vanessa Carlton)
6. Nel così blu (testo: Zucchero, Pasquale Panella – musica: Gary Brooker, Keith Reid)
7. Bacco perbacco
8. Un kilo
9. Dune mosse (feat. Miles Davis)
10. Ali d'oro (feat. John Lee Hooker)
11. Il volo
12. Diavolo in me
13. Amen (testo: Zucchero – musica: L. Lawley, N.B. Chinn, M.D. Chapman, J.P. Pennington) – cover inedita
14. Miserere (feat. Luciano Pavarotti)
15. You Are So Beautiful (testo: Billy Preston – musica: Bruce Fisher) – cover inedita

### Night of the Proms 2014 Limited Edition(2014)
CD 1
- Contiene una cernita di brani rimasterizzati appositamente selezionata dalla raccolta All the Best.

CD 2
- Contiene la versione internazionale della raccolta Zu & Co. appositamente rimasterizzata.

## Successo commerciale
All the Best ha debuttato alla quarta posizione della classifica italiana, nella sua sesta settimana ha raggiunto la vetta della classifica, posizione che ha mantenuto per due settimane. L'album è rimasto in top ten fino all'undicesima settimana, per poi scendere alla numero 13 nella dodicesima settimana di pubblicazione. L'album è rimasto nella Classifica FIMI Album per 117 settimane, di cui 112 consecutive, risultando, inoltre, il decimo album più venduto in Italia nel 2007. L'album è rientrato più volte in classifica, anche a distanza di anni.
In Italia ha ottenuto cinque dischi di platino (disco di diamante) nel periodo immediatamente successivo alla pubblicazione, tra cui circa 250 000 nelle prime tre settimane, e un disco di platino nel 2014, per un totale certificato di oltre 410 000 copie vendute. Si stima abbia venduto oltre 600 000 copie nel mondo. Alla fine del 2007, l'edizione DVD di All the Best ha superato, in Italia, le 12 000 copie vendute.

## Classifiche

### Classifiche settimanali
| Classifica (2007-2009) | Posizione massima |
| ---------------------- | ----------------- |
| Austria                | 6                 |
| Austria (Dvd)          | 8                 |
| Belgio (Fiandre)       | 50                |
| Belgio (Vallonia)      | 51                |
| Croazia                | 32                |
| Francia                | 28                |
| Germania               | 16                |
| Italia                 | 1                 |
| Italia (Dvd)           | 7                 |
| Paesi Bassi            | 64                |
| Svizzera               | 2                 |
| Classifica (2011)      | Posizione massima |
| Austria                | 68                |
| Svizzera               | 60                |
| Classifica (2012)      | Posizione massima |
| Austria                | 68                |
| Classifica (2013)      | Posizione massima |
| Austria                | 55                |
| Italia                 | 29                |
| Classifica (2014)      | Posizione massima |
| Italia                 | 72                |
| Svizzera               | 37                |
| Classifica (2015)      | Posizione massima |
| Austria                | 34                |
| Italia                 | 55                |
| Classifica (2016)      | Posizione massima |
| Austria                | 58                |
| Italia                 | 75                |
| Classifica (2017)      | Posizione massima |
| Bulgaria               | 76                |
| Italia                 | 62                |
| Classifica (2022)      | Posizione massima |
| Svizzera               | 93                |

### Classifiche di fine anno
| Classifica (2007) | Posizione |
| ----------------- | --------- |
| Italia            | 10        |
| Svizzera          | 48        |
| Classifica (2008) | Posizione |
| Austria           | 33        |
| Europa            | 49        |
| Italia            | 14        |
| Svizzera          | 20        |